# Julia Gronemann
Julia Gronemann (* 17. Februar 1985 in Helmarshausen) ist eine ehemalige deutsche Handballspielerin.

## Karriere
Julia Gronemann spielte bei der HSG Wesertal, der HSG Lohfelden/Vollmarshausen, dem GSV Eintracht Baunatal, der TuSpo Waldau und ab 2010 beim damaligen Zweitligisten HSG Bad Wildungen, mit dem sie 2011 in die erste Liga aufstieg. Seit Sommer 2013 steht die 1,83 Meter große Torfrau beim Buxtehuder SV unter Vertrag. Mit dem BSV gewann sie 2015 und 2017 den DHB-Pokal. Nach der Saison 2018/19 beabsichtigte sie ihre Karriere zu beenden. Als Gronemann im März 2019 schwanger wurde, beendete sie vorzeitig ihre Karriere.

## Sonstiges
Gronemann war hessische Schwimmjugendmeisterin und nahm an den deutschen Jugendmeisterschaften teil, sie ist Rettungsschwimmerin der DLRG. Die Gymnasiallehrerin für Deutsch und Sport unterrichtete von 2012 bis 2013 an der Melanchthon-Schule Steinatal und seit 2013 am Gymnasium Buxtehude Süd.